# Sepulcre de Maria
L'Església del Sepulcre de Maria a la vall del Cedró a la rodalia de Jerusalem, segons l'antiga tradició eclesiàstica, és el lloc on va ser posat el cos de Maria, mare de Jesucrist, abans de la seva assumpció al Cel. El sepulcre es troba als peus de la muntanya de les Oliveres, prop de la Basílica de Getsemaní.

## Història
En el lloc del sepulcre s'hi va construir una església al segle iv, que després que Saladí la destruís durant la conquesta de Jerusalem, va ser reconstruïda un altre cop pels croats al segle xii. La cripta no va ser danyada i es conserva des de llavors, atès que Maria també és honorada a l'Islam.
Actualment s'hi segueix el ritu grec-ortodoxe i apostòlic armèni, si bé també se'ls permet venerar als ortodoxes coptes, als sirians ortodoxes i als etíops ortodoxes. Per mitjà d'una escala molt inclinada un cop travessada l'entrada de la façana principal es pot baixar a la tomba, en la qual el cos de María va romandre uns dies abans de la seva assumpció. A més, també es troben en el mateix lloc les tombes dels seus pares, Joaquim i Anna, i del seu marit, Josep.
De forma anual se celebra uns dies abans de l'assumpció (segons el calendari jueu) una processó amb el cos de Maria des de la ciutat a la sepultura.
Al costat de l'entrada a l'església es troba l'entrada a la gruta de la Traïció dels catòlics, on presumptament es va produir la detenció de Jesús.
Segons una tradició de Jerusalem, la dormició de Maria va tenir lloc en la muntanya de Sió. Així ho recorda l'església romana-catòlica de l'abadia d'Hagia Maria.
En Efes, avui dins de Turquia, hi ha diversos llocs en els quals, segons altres tradicions, es va produir la dormició o l'assumpció de Maria. La Casa de la Mare de Déu, situada a Efes, està reconeguda per l'església catòlica.

### Presència catalana
- 1361: Pere el Cerimoniós dona instruccions al cònsol dels catalans a Alexandria sobre els lloc catalans de Terra Santa. Confirma les concessions de l'anterior soldà al seu pare sobre el Sant Sepulcre i la Basílica de la Nativitat.[4]
- 1362: Pere el Cerimoniós envia 300 oficials per a construir el sepulcre i reedificar el convent.[5]
- 1363: Carta de Pere el Cerimoniós al soldà de Babilònia.[6]
- 1363: Presa de possessió de la Tomba de la Verge, conservada fins a 1757.[7]
- 1392: Restauració de la Gruta dels Apòstols, al nord del Jardí de les Oliveres.
- 1397: Joan I escriu a Ceyt Barcoch dient que els monestirs de Montsió i de Betlem venen a menys per falta d'obra.[7]

## Galeria

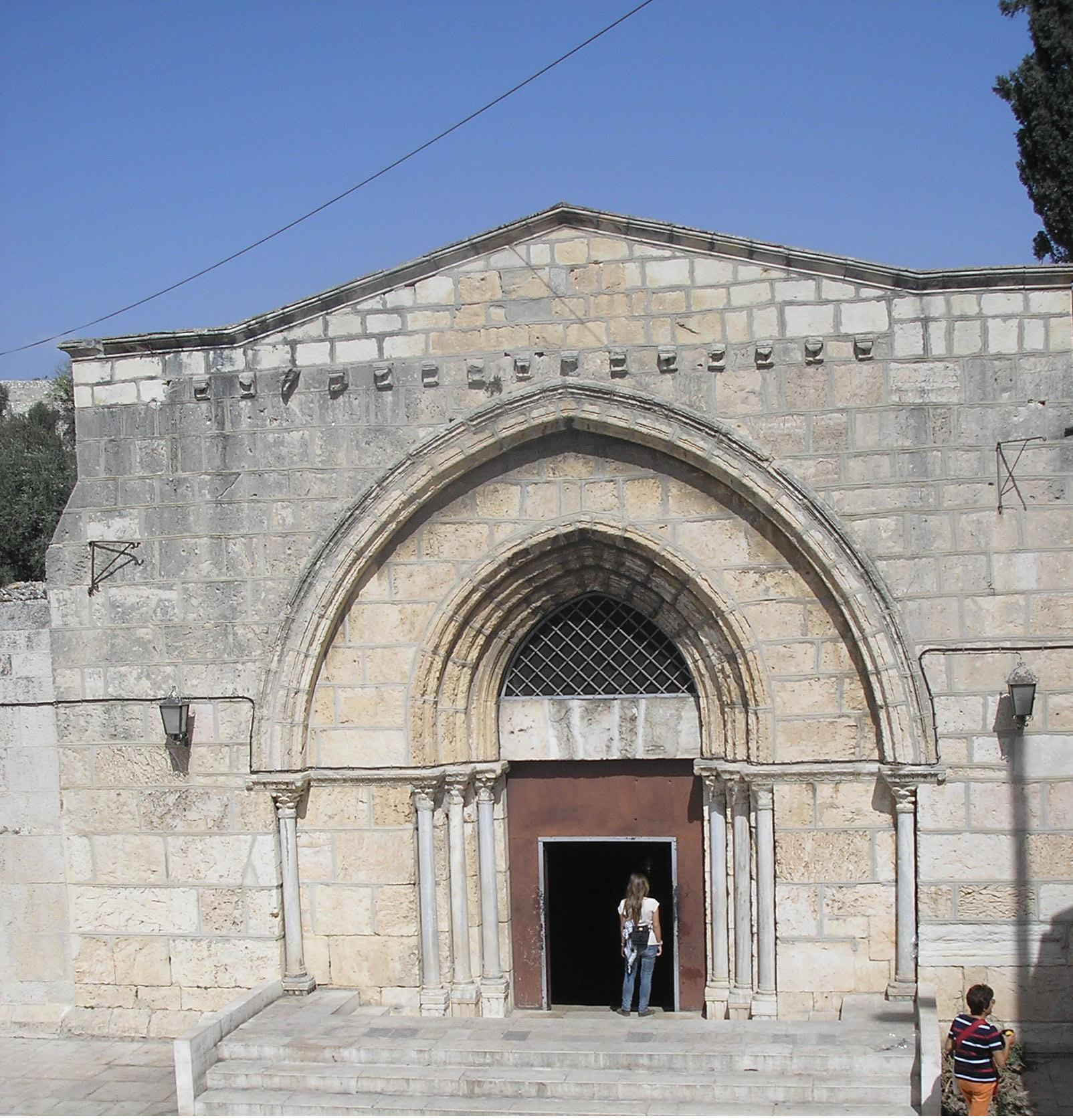
Façana del segle xii.
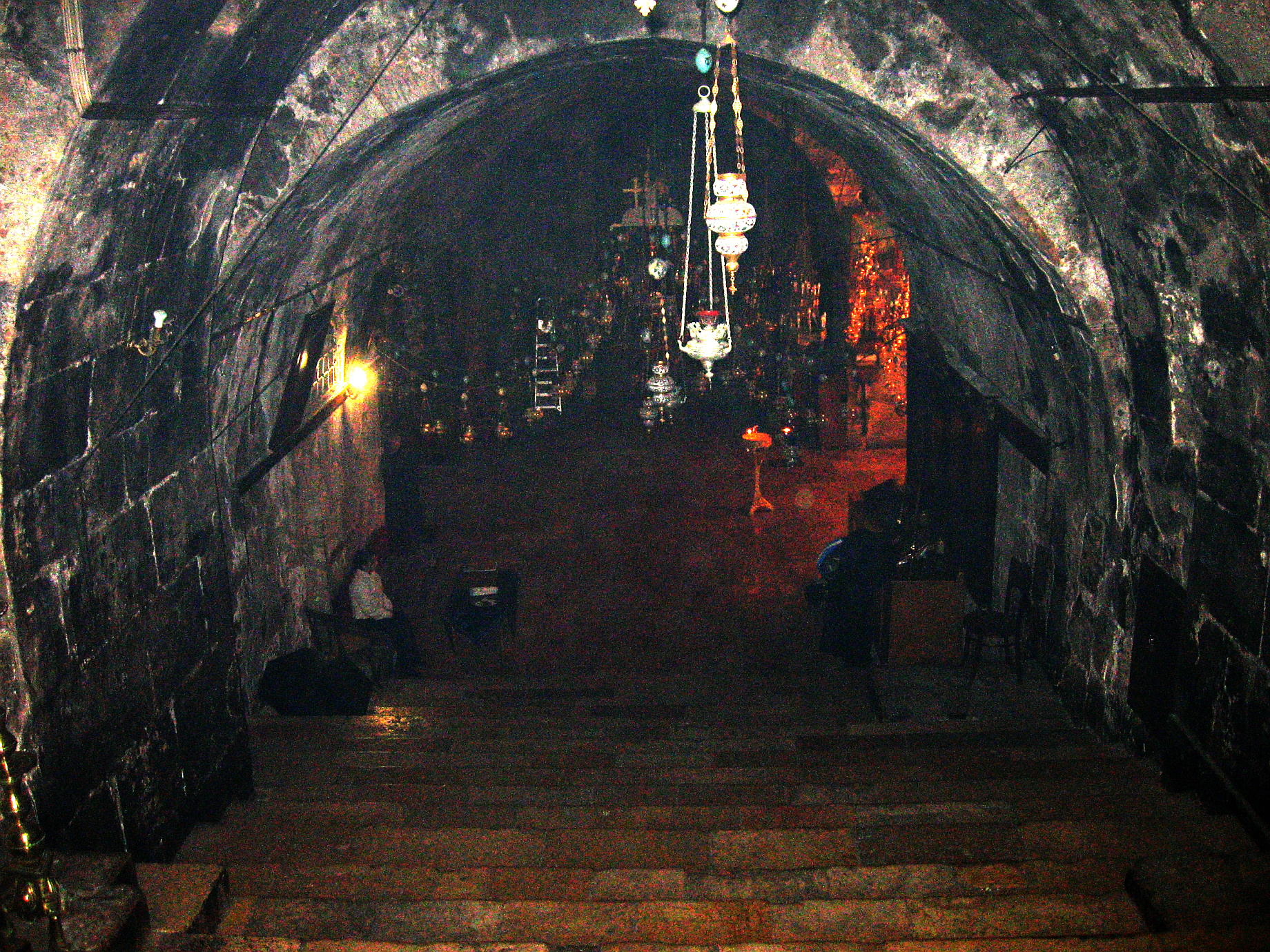
Esglaons en l'entrada entre les dues capelles.
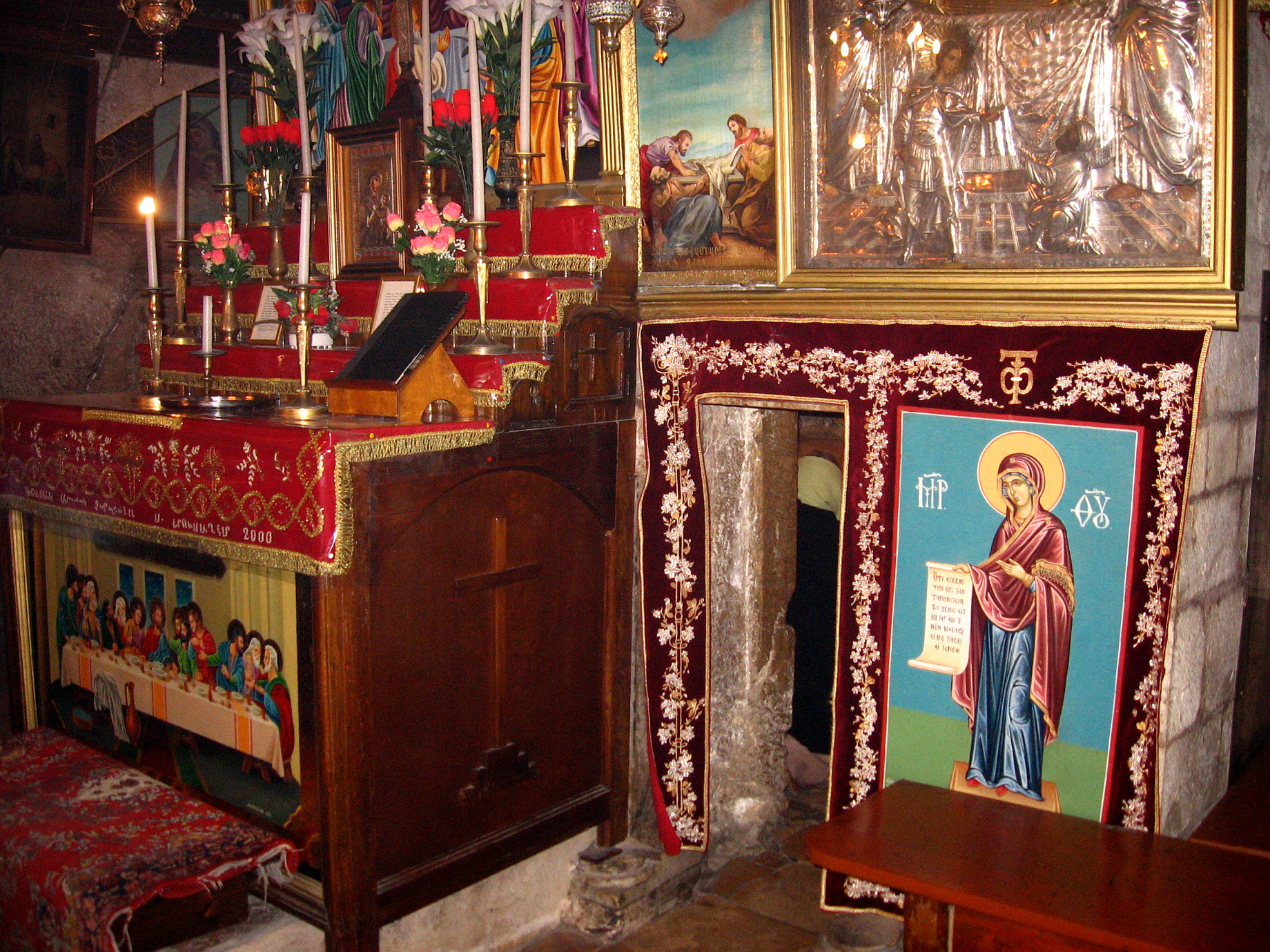
Sepulcre de la Mare de Déu, Muntanya de les Oliveres, Jerusalem
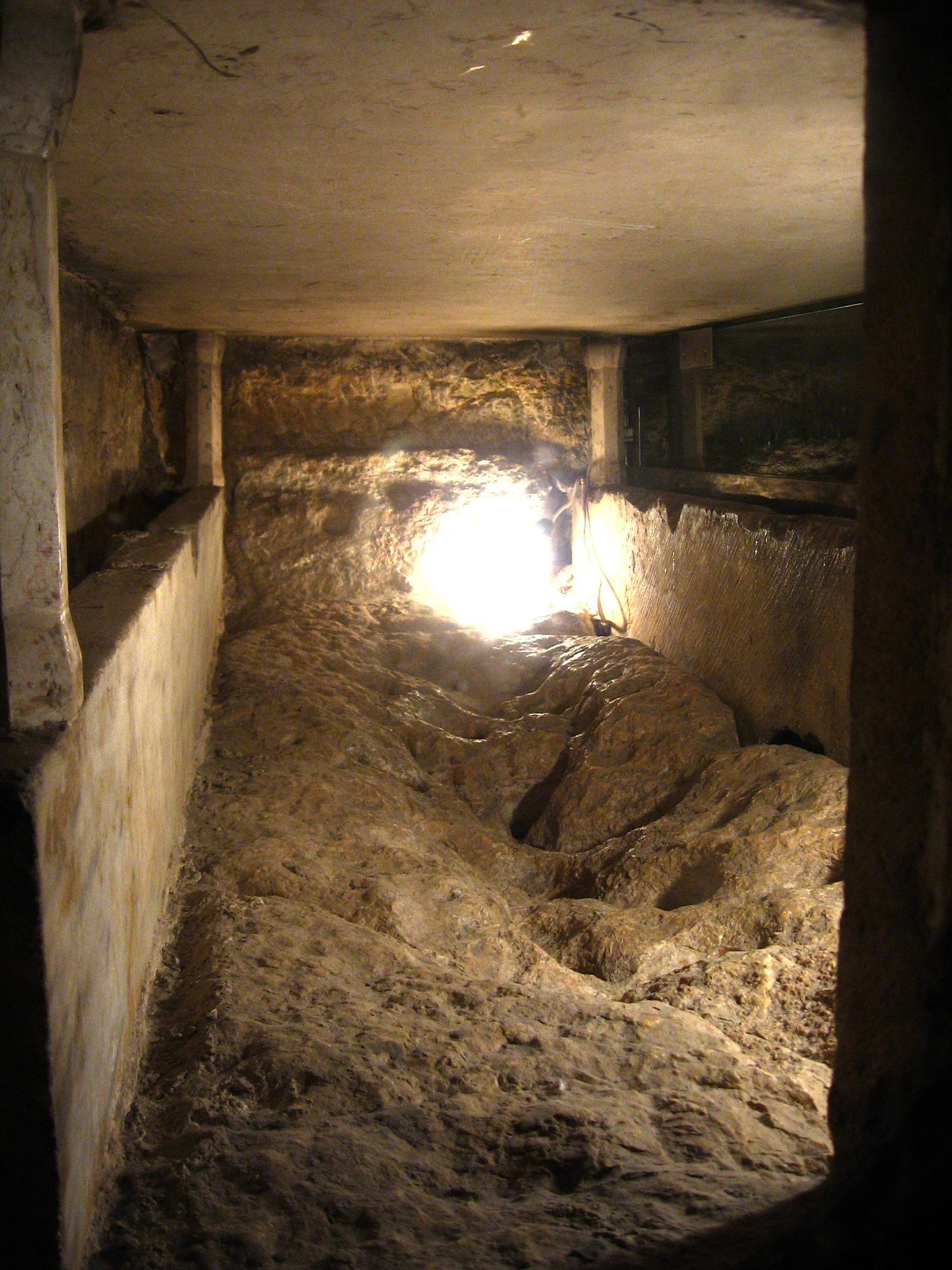
El sarcòfag